# Ranie Burnette
Ranie Burnette (* 4. Juli 1913 in Pleasant Grove, Mississippi, USA; † 23. Januar 2000 in Memphis, Tennessee, USA) war ein US-amerikanischer Bluesmusiker (Gitarre, Gesang).

## Biografie
Geboren 1913 in Pleasant Grove im Panola County spielte Burnette in den 1940er und 1950er Jahren bei Tanzveranstaltungen und in Juke Joints, wie zum Beispiel auch Fred McDowell und andere Musiker des Hill Country Blues.
Am 3. September 1970 machte er in Senatobia seine ersten bekannten Aufnahmen für den Bluesforscher David Evans. Der Song Shake ’Em On Down wurde 1978 auf dem Kompilationsalbum Afro-American Folk Music from Tate and Panola Counties, Mississippi der Library of Congress veröffentlicht.
1980 erschien eine Single Burnettes mit den Songs Coal Black Mattie und Hungry Spell. In der Folge erschienen weitere Aufnahmen Burnettes auf verschiedenen Kompilationen. 2012 brachte Fat Possum Records das Album Ranie Burnette’s Hill Country Blues heraus, das Aufnahmen enthält, die Leo Bruin 1980 in Groningen (Niederlande) und 1981 in Senatobia (Mississippi) gemacht hatte.
Ranie Burnett starb am 23. Januar 2000 im Alter von 86 Jahren in Memphis (Tennessee).